# 지미 워크먼

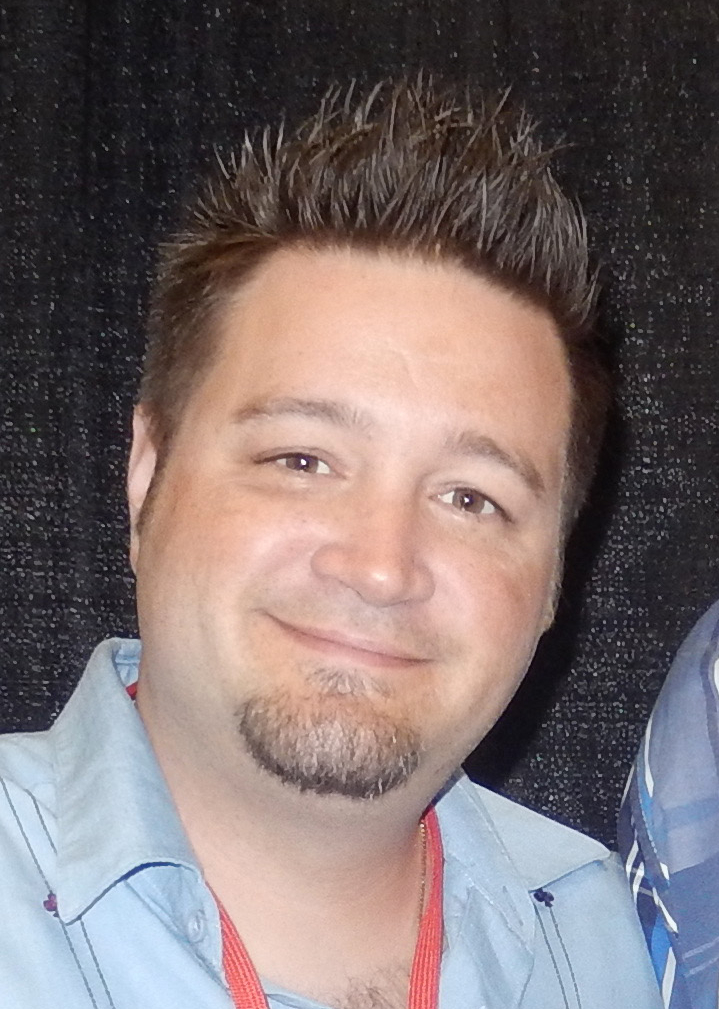

지미 워크먼(James Christopher Workman, 1980년 10월 4일 ~ )은 미국의 배우, 영화배우, 텔레비전 배우이다.
페어팩스에서 태어났다.

## 영화
- 이보다 더 좋을 순 없다 (1997년)
- 아담스 패밀리 2 (1993년)
- 코네티컷 (1992년)
- 아담스 패밀리 (1991년) - 퍼그슬리 아담 역